# Улрих Цвингли
Улрих Цвингли (на немски: Huldrych Zwingli; 1 януари 1484 – 11 октомври 1531) е швейцарски реформатор. За разлика от Мартин Лутер се стреми да даде по-рационално обяснение на някои християнски обреди. Провежда реформа в църквата и политическата организация в Цюрих. Подчинява църквата на градските власти, забранява военното наемничество. Полага усилия да създаде християнска църква с републиканска организация. Загива във войната между католическите и протестантските кантони.